# XMLHttpRequest
XMLHttpRequest (XHR) je rozhraní umožňující webovým aplikacím komunikaci mezi serverem a klientem prostřednictvím protokolu HTTP. Nejčastěji je tento komunikační prostředek používán v interaktivních webových aplikacích založených na technologii AJAX umožňující změnu části obsahu stránky zobrazené v prohlížeči klienta bez nutnosti jejího opětovného kompletního načtení ze serveru.
V současnosti W3C připravuje specifikaci XMLHttpRequest, která má sjednotit jeho chování mezi webovými prohlížeči.